# Dylan McKay
Dylan Michael McKay (født i oktober 1974), spillet af Luke Perry, er en fiktiv figur i tv-serien Beverly Hills 90210, fra 1990-1995 og igen fra 1998-2000. 

## Baggrund

### Opvækst og teenageår
Den svigtede søn af den bankerotte forretningsmand (og en senator) Jack McKay og hans hippie-ekskone Iris Mckay. Dylan bliver i starten af serien præsenteret som den mystiske enspænder. Efter at have forsvaret den unge førsteårsstudent Scott Scanlon (Douglas Emerson) og bliver efterfølgende bedste venner med Brandon Walsh og gennem ham: Donna Martin, Kelly Taylor, Steve Sanders, Brenda Walsh og David Silver. Dylan bliver tættere med nogle af dem og de hjælper ham af med hans rebelske attitude. Dylan begynder hurtigt at være sammen med Brenda og trods hendes far, Jim Walsh, bliver de snart forelsket. 
Gennem de to første sæsoner, hjælper hans forhold med Brenda, ham igennem flere traumatiske oplevelser, blandet andet med hans kamp mod alkohol og da hans far bliver arresteret (og senere sigtet) for flere forbrydelser. Men da Dylan tager Brenda med til Mexico, trods hendes fars forbud, forbyder Jim dem at se hinanden. Brenda nægter at adlyde og flytter ind hos Dylan, som bliver misfornøjet, især over hans strid med Jim. Deres nye samliv, gør Dylan lidt svært til mode og han er tæt på at afslutte deres forhold. På samme tidspunkt, tilbyder Jim at sende Brenda på er sprogskoleophold i Paris i sommerferien.
Mens Brenda er i Paris, er Dylan meget sammen med Kelly og hjælper hende med at babysitte sin nye lillesøster og deltager i en dobbelt-mix beachvolley-turnering med hende. De to (som også havde følelser for hinanden da de var yngre), ender med at have en affære. Dylan foreslår, at slå op med Brenda for Kellys skyld, men Kelly (af loyalitet til Brenda) siger nej, og "slår op" med Dylan. Efter at Brenda kommer hjem, bliver Dylan og Brenda genforenet. Det holder dog ikke længe, da Brenda (som også havde en affære i Paris) møder fyren hjemme i USA og begynder at se ham bag Dylans ryg. Dylan og Brenda slår op og Dylan går direkte til Kelly. Dette varer heller ikke længe, for Brenda ser dem på en date, og bliver vred på dem og beskylder dem for, at være ligeglad med deres venskab. Dylan, som er frustreret over situationen, tager på den tur, for at få lidt plads fra pigerne. Da han kommer hjem, tvinger Kelly og Brenda ham til vælge imellem dem. Det ender med, at han vælger Kelly og efterlader Brenda knust. 
Da Dylans far bliver løsladt fra fængslet, hjælper Kelly Dylan med genopbygge sit forhold til sin far. Men det varer ikke længe; Jack bliver dræbt af en bilbombe, som er installeret af mafiaen, da Jack ikke kunne betale sin gæld. 
Dylan bruger resten af sommeren med at opretholde sit forhold til Kelly og dimitterer til sidst fra "West Beverly High" sammen med sine venner. 

### 4.,5. og 6. sæson
I seriens 4. sæson, møder Dylan en kvinde, som påstår at være mor til Jack McKays uægte barn, en ung pige, der hedder Erica (Noley Thornton). Dylan er i starten ret skeptisk, men accepterer dem med tiden som sin familie. Dette, og Dylans stadig tætte venskab med Brenda, er hårdt for Kelly. De slår op og kommer sammen flere gange, men de slår op for alvor efter et alvorligt skænderi. Dylan er kort sammen med Brenda inden hun tager til London. 
Han beslutter senere, at hjælpe Ericas nye stedfars projekt, som handler om rene strande (hvilket Dylan går meget ind for). Det udvikler sig til sidst i sæsonen, hvor de snyder ham og udnytter hans længsel efter en familie, til at få fat i hans store arv. 
I seriens 5. sæson er det nogle måneder siden at alt dette skete. Dylan, som er næsten bankerot efter sidste sæsons begivenheder, har fået er tilbagefald og har været i Mexico hele sommeren, hvor han har tænkt over tingene med Brenda, Kelly og bedrageriet af hans "familie". Da han vender tilbage til Beverly Hills, finder han ud af, at Brandon og Kelly er begyndt at være sammen, og laver en scene ved Donnas cotillion-prøvemiddag. Han skælder Kelly meget ud og hun svarer i raseri at; "de er så meget færdig med hinanden". 
Dylan begynder efterfølgende at tage stoffer og gå i seng med Valerie. Han fortsætter i hans dårlige spiral, indtil hans venner holder et møde for hans skyld. Han indvilliger i at gå i afvænning, men tjekke ud efter kun en dags behandling. Han fylder sig efterfølgende med stoffer og bliver involveret i en livstruende bilulykke, der (mens han er i koma og kæmper for sit) drømmer om hans uskyldige halvlillesøster og indser, at han må få hold på sig selv, så han kan redder søsteren fra hendes onde mor. Han kommer i afvænning igen og kommer oven vande igen. Efter hans afvænning, fordobler han sine forsøg på at redder hans søster. Med en detektiv der hedder Jonesy (og med hjælp fra Valerie), redder de søsteren og Dylans penge. 
Kort tid efter, begynder Dylan i hypnoterapi, som et forsøg for at få en rolle i en manuskriptforfatter-vens (som også er på afvænning) næste film. I samme proces, opdager han, at han i et tidligere liv, var sjæleven med Kelly. Trods det at Kelly stadig er sammen med Brandon, fortæller Dylan hende, at han stadig elsker hende. Han tilbyder hende, en tur rundt om jorden sammen med ham. Brandon, der føler sig truet af Dylan, frier til Kelly og tvinger hende derved til at vælge i mellem dem. Hendes svar; "jeg vælger mig selv", blev en af seriens mest kendte og citerede sætninger. Kelly vælger ingen af dem, men siger, at hun vil elske dem begge til den dag hun dør. Senere bliver det sagt, at hun nægter at vælge i mellem dem, ikke fordi hun ikke kan, men fordi hun er bange for at ødelægge deres venskab og hendes eget med Brenda. 
I 6. sæson, finder Dylan ud af at det var FBI, der dræbte hans far, nærmere mafiaen Anthony Marchette og beslutter at tage hævn. Han bruger mafiaens datter, Toni Marchette, til at komme tæt på ham, men i stedet forelsker han sig i hende. Trods Dylan strid med mafiaen, beslutter de sig at gifte sig på Hawaii, hvilket får Anthony Marchette til at planlægge et angreb på Dylan. 
Skytterne ender med at skyde Toni, som kører i Dylans bil i et slemt regnvejr, fordi de fejlagtigt troede, at det var Dylan. Dylan, der er knust af sorg over sin hustrus død, får overrakt en pistol af Anthony Marchette, der vil have Dylan til at skyde ham. Dylan nægter og svarer hårdt; "Min far er død, din datter er død. Vi er kvit. Myrderiet er færdige". Det kommer senere frem, at Marchette begik selvmord, efter Dylan gik. Ret hurtigt efter, forlader Dylan byen på sin motorcykel, sammen med den stribede kat han og Toni havde taget til sig. 
Flere måneder senere, i 6. sæsonens sidste 2-delte episode "You Say It's Your Birthday", sender Donna en email til Brenda, for at få hende til at sende en video-hilsen til Steve. Hun får i stedet et brev fra Dylan, der ønsker Steve tillykke med fødselsdagen. Noget tid efter hans udskrivelse fra serien, er han åbenbart flyttet ind hos Brenda i London.

### 7. og 8. sæson
I 7. og 8. sæson, tror man at Brenda og Dylan stadig er sammen, og Kelly og Brandon overvejer at besøge dem på deres bryllupsrejse. 
Men senere, flyver Dylan til USA for at være med til Kelly og Brandons bryllup, men flyver tilbage til London, da han ikke kan se Kelly gifte sig med en anden mand. Man tror, at han slog op med Brenda lige før dette, da han i 9. sæson, siger at han ikke har været sammen med Brenda i over et år. 
I 8. sæson, løber Brandon og Kelly ind i Dylans halvlillesøster, Erica, på gaden i Beverly Hills. De finder ud af, at hun er stukket af fra Dylans mor på Hawaii og nu lever som prostitueret. Efter at have hjulpet hende med hendes problemer, sender Kelly hende til London, for at være hos Dylan. 

### 9. og 10. sæson
Dylan vender tilbage til serien i 9. sæson, åbenbart fordi han savner sit hjem og sine venner, og fortæller senere Kelly, at han savnede hende mest. Han får endnu et tilbagefald og begynder at tage heroin. Efter hans mislykkede forsøg på at vinde Kelly tilbage, begynder han at komme sammen med Gina, på trods af at han stadig elsker Kelly. Dylan og Kelly kæmper begge med deres følelser for hinanden, selvom de begge har en kæreste. Det bliver meget specielt, da Kelly begynder at beskylde Gina for Dylans stofproblemer og får Steve til at tage æren for heroisk gerning (i stedet for Dylan), så det ikke bliver opdaget at Kelly og Dylan var sammen. 
I seriens sidst sæson, finder Dylan ud af, at hans far døds var falsk og er i et vidnebeskyttelsesprogram. Efter at være vred over, at Jack lod ham tro, at han har været død i 7 år, accepterer han senere, at det var det rigtige at gøre, da Jacks overlevelse hurtigt når de forkerte ører. Dylans forhold til Gina slutter også til sidst, efter at have overvejet at flytte fra Los Angeles med hende, indser han at stadig elsker Kelly for meget til at kunne forlade hende. 
I den 2-delte sidste episode "The Penultimate & Ode To Joy" i seriens sidste sæson, bliver Kelly og Dylan genforenet med et kys, ved Donna og Davids bryllup. Kelly griber brudebuketten, hvilket lægger op til at Dylan og hende engang bliver gift.

## Disput

### Udskrivelse og afhængighed
Mens Dylan hovedsagelig bliver set som en af fan-favoritterne i seriens 10 sæsoner, var han også den mest kontroversielle. Hans udskrivelse efter 6. sæson er blevet tænkt af flere fans, at det var stedet, hvor serien tabte tråden og mange mente, at den var for urealistisk og ikke fulgte Dylans karakter, når man ser tilbage på hans tidligere svære tilgang til faste forhold, og det var derfor hans hvirvelvindsbryllup med Toni Marchette ikke gav meget mening. 
Canon skriver, at Dylan var en rehabiliteret alkoholiker og alle hans venner vidste, at selvom han havde drukket meget i deres selskab, var han ikke alkoholiker. Det blev senere rettet, at da han bliver spurgt om hans tidligere drukproblem, svarer han, at han godt kunne styre det. 

### Close call
Da Dylans karakter i første omgang blev foreslået som en fast rolle i serien, var FOX imod og det var egentlig ikke meningen, at han skulle være med i mere end en eller to episoder. De executive producere og Aaron Spelling var imod FOX's ideer, så i stedet tilbød de at betale Luke Perrys løn i seriens to første sæsoner. FOX trak senere forslaget tilbage, da serien blev mere og mere populær og Dylan næsten blev et teenageidol. 

## Navnet Dylan i den keltiske mytologi
I den keltiske mytologi, er Dylan Ail Donn, navnet på en af Arianrhods sønner. Han er også kendt som "Søn af bølgerne", mens Dylan fra 90210 er en erfaren surfer, også en "søn af bølgerne". 